# Spoorlijn Paderborn - Brilon Wald
De spoorlijn Paderborn - Brilon Wald (Almetalbahn) is een Duitse spoorlijn en is als spoorlijn 2961 onder beheer van DB Netze.

## Geschiedenis
Het traject werd door de Preußische Staatseisenbahnen geopend tussen 1898 en 1901. In 1974 is het personenvervoer tussen opgeheven tussen Büren en Brilon Wald, in 1981 tussen Paderborn en Büren. 
Tussen Büren en Thülen is het goederenvervoer opgeheven tussen 1974 en 1991. Thans is dit gedeelte in gebruik als museumlijn. Tussen Paderborn en Büren is goederenvervoer opgeheven in 1995, weer ingevoerd in 2001 en opnieuw opgeheven in 2006. Sindsdien is dit gedeelte opgebroken, hoewel er nog steeds rekening wordt gehouden met een eventuele heropening.
Sinds 2011 vindt er weer personenvervoer plaats tussen Brilon Stadt en Brilon Wald.

## Treindiensten
De Deutsche Bahn verzorgt het personenvervoer op het traject tussen Brilon Stadt en Brilon Wald met RE treinen. De Kurhessenbahn verzorgt het vervoer tussen Brilon Wald en Brilon Stadt het vervoer met RB treinen.
| Serie | Treinsoort                      | Route | Bijzonderheden             |
| ----- | ------------------------------- | --- | -------------------------- |
| RE 57 | Regional-Express (DB Regio NRW) | Dortmund Hbf – Fröndenberg – Arnsberg (Westf) – Meschede – Bestwig – [ Winterberg (Westf) ] Brilon Stadt                                                     | Dortmund-Sauerland-Express |
| RB 42 | Regionalbahn (Kurhessenbahn)    | Marburg (Lahn) – Cölbe – Wetter (Hess-Nass) – Münchhausen – Frankenberg (Eder) – Korbach – Usseln – Willingen – Brilon Wald – [ Brilon Stadt ] / [ Bestwig ] |                            |

## Aansluitingen
In de volgende plaatsen is of was er een aansluiting op de volgende spoorlijnen:
Paderborn
DB 1760, spoorlijn tussen Hannover en Soest
DB 2960, spoorlijn tussen Paderborn en Brackwede
Büren
DB 2963, spoorlijn tussen Geseke en Büren
Brilon Stadt
DB 9217, spoorlijn tussen Brilon Stadt en Belecke
Brilon Wald
DB 2550, spoorlijn tussen Aken en Kassel
DB 3944, spoorlijn tussen Wega en Brilon Wald